# Messalina (spettacolo)
Messalina è uno spettacolo di rivista presentato dalla Compagnia Molinari nella stagione 1928-1929. Il debutto, al Teatro Nuovo di Napoli, è avvenuto il 17 settembre 1929.

## Critica
(Corriere di Napoli, 17 settembre 1929)